# 10484 Hecht
10484 Hecht è un asteroide della fascia principale. Scoperto nel 1983, presenta un'orbita caratterizzata da un semiasse maggiore pari a 2,3215321 au e da un'eccentricità di 0,0781848, inclinata di 5,72847° rispetto all'eclittica.
L'asteroide è dedicato all'archivista statunitense Martin D. Hecht.